# Campionati Internazionali di Sicilia 1991
I Campionati Internazionali di Sicilia 1991 sono stati un torneo di tennis giocato sulla terra rossa. È stata la 12ª edizione dei Campionati Internazionali di Sicilia, che fanno parte della categoria World Series nell'ambito dell'ATP Tour 1991. Si sono giocati a Palermo in Italia, dal 23 al 29 settembre 1991.

## Campioni

### Singolare
Frédéric Fontang ha battuto in finale  Emilio Sánchez con il punteggio di 1–6, 6–3, 6–3

### Doppio
Jacco Eltingh /  Tom Kempers hanno battuto in finale  Emilio Sánchez /  Javier Sánchez con il punteggio di 3–6, 6–3, 6–3